# Ежева
Ежева — деревня в Колчановском сельском поселении Волховского района Ленинградской области.

## История
На карте Санкт-Петербургской губернии Ф. Ф. Шуберта 1834 года упоминается деревня Ежева, состоящая из 30 крестьянских дворов.

ЕЖЕВА — деревня принадлежит коллежскому асессору Головину, статскому советнику Дивову, чиновнику 9 класса Капустину и наследникам Резановым,
 число жителей по ревизии: 90 м. п., 81 ж. п.. (1838 год)

На карте Ф. Ф. Шуберта 1844 года также отмечена деревня Ежева из 30 дворов.

ЕЖЕЕВА — деревня господ Головина, Засс, Лемана и Теляковского, по просёлочной дороге, число дворов — 30, число душ — 117 м. п. (1856 год)

ЕЖЕВА — деревня владельческая при реке Лынне, число дворов — 29, число жителей: 108 м. п., 116 ж. п.; Часовня православная. (1862 год)

В 1867—1869 годах временнообязанные крестьяне деревни выкупили свои земельные наделы у Е. И. Леман и стали собственниками земли.
В 1870—1872 годах временнообязанные крестьяне выкупили свои земельные наделы у Е. В. Померанцевой.

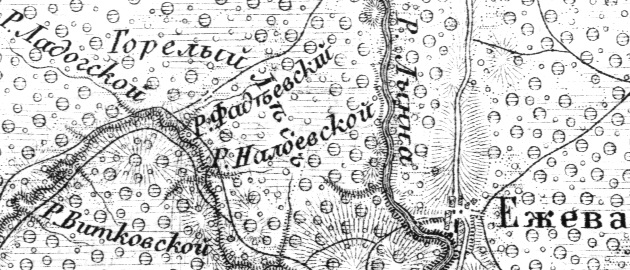
Деревня Ежева на карте Ф. Ф. Шуберта 1872 года

В 1878 году временнообязанные крестьяне выкупили свои земельные наделы у А. З. Теляковского.
В 1884 году они выкупили у графа И. И. Головина четвёртую часть деревни.
В конце XIX — начале XX века деревня административно относилась к Хамонтовской волости 2-го стана Новоладожского уезда Санкт-Петербургской губернии.
По данным «Памятной книжки Санкт-Петербургской губернии» за 1905 год это было село Ежева.
С 1917 по 1927 год деревня Ежево входила в состав Ежевского сельсовета Хамонтово-Колчановской волости Волховского уезда.
Согласно карте Петербургской губернии издания 1922 года деревня называлась Ежова.
В 1925 году население деревни Ежево составляло 118 человек.
С 1927 года в составе Колчановской волости Волховского района.
По данным 1933 года деревня называлась Ежово и являлась административным центром Ежовского сельсовета Волховского района, в который входили 8 населённых пунктов: деревни Дяглево, Ежово, Климово, Нивы, Стояници, Худой Бор, Якольщина, Яхновщина, общей численностью населения 924 человека.
По данным 1936 года деревня называлась Ежево, в состав Ежовского сельсовета входили 6 населённых пунктов, 239 хозяйств и 5 колхозов.
С 1946 года в составе Новоладожского района.
С 1954 года в составе Колчановского сельсовета.
В 1958 году население деревни Ежево составляло 278 человек.
С 1963 года в составе Волховского района.
По данным 1966, 1973 и 1990 годов деревня называлась Ежева и также входила в состав Колчановского сельсовета.
В 1997 году в деревне Ежева Колчановской волости проживали 10 человек, в 2002 году — 18 человек (русские — 94 %).
В 2007 году в деревне Ежева Колчановского СП — 4, в 2010 году — 20 человек.

## География
Деревня расположена в центральной части района на автодороге 41К-061 (Колчаново — Бор).
Расстояние до административного центра поселения — 13 км.
Расстояние до ближайшей железнодорожной платформы Георгиевская — 5 км.
Деревня находится на правом берегу реки Лынна.

## Демография
| 1838 | 1862 | 1997 | 2002 | 2007 | 2010 | 2013 |
| ---- | ---- | ---- | ---- | ---- | ---- | ---- |
| 171  | ↗224 | ↘10  | ↗18  | ↘4   | ↗20  | ↘14  |
| 2017 |      |      |      |      |      |      |
| →14  |      |      |      |      |      |      |

### Национальный состав
По данным Всероссийской переписи населения 2021 года в деревне проживали 19 человек, все русские.

## Инфраструктура
- Часовня Флора и Лавра, деревянная, современная постройка[29].